# Diospyros kaki
Il cachi o kaki (Diospyros kaki L.f., 1782; in italiano anche diòspiro o diòspero) è un albero da frutto della famiglia delle Ebenacee. Il termine indica sia la pianta che il frutto e rimane invariabile nel singolare quanto nel plurale. Il termine italiano è un prestito dal nome giapponese del frutto: kaki 柿.

## Storia
Diospyros kaki, originario dell'Asia orientale, è una delle più antiche piante da frutta coltivate dall'uomo, conosciuta per il suo uso in Cina da più di 2000 anni. In cinese il frutto viene chiamato 柿子 shìzi mentre l'albero è noto come 柿子树 shizishu. La sua prima descrizione botanica pubblicata risale al 1780. Il nome scientifico proviene dall'unione delle parole greche Διός, Diòs, caso genitivo di «Zeus», e πυρός, pyròs, «grano», letteralmente "grano di Zeus".
È originario della zona centro-meridionale della Cina, ma comunque mai al di sotto dei 20° di latitudine Nord, e nelle zone più meridionali spesso in zone collinari o montane più fredde. 
Detto mela d'Oriente, fu definito dai cinesi l'albero delle sette virtù: vive a lungo, dà grande ombra, dà agli uccelli la possibilità di nidificare fra i suoi rami, non è attaccato da parassiti, le sue foglie giallo-rosse in autunno sono decorative fino ai geli, il legno dà un bel fuoco, la caduta dell'abbondante fogliame fornisce ricche sostanze concimanti. Dalla Cina si è esteso nei paesi limitrofi, come la Corea e il Giappone.

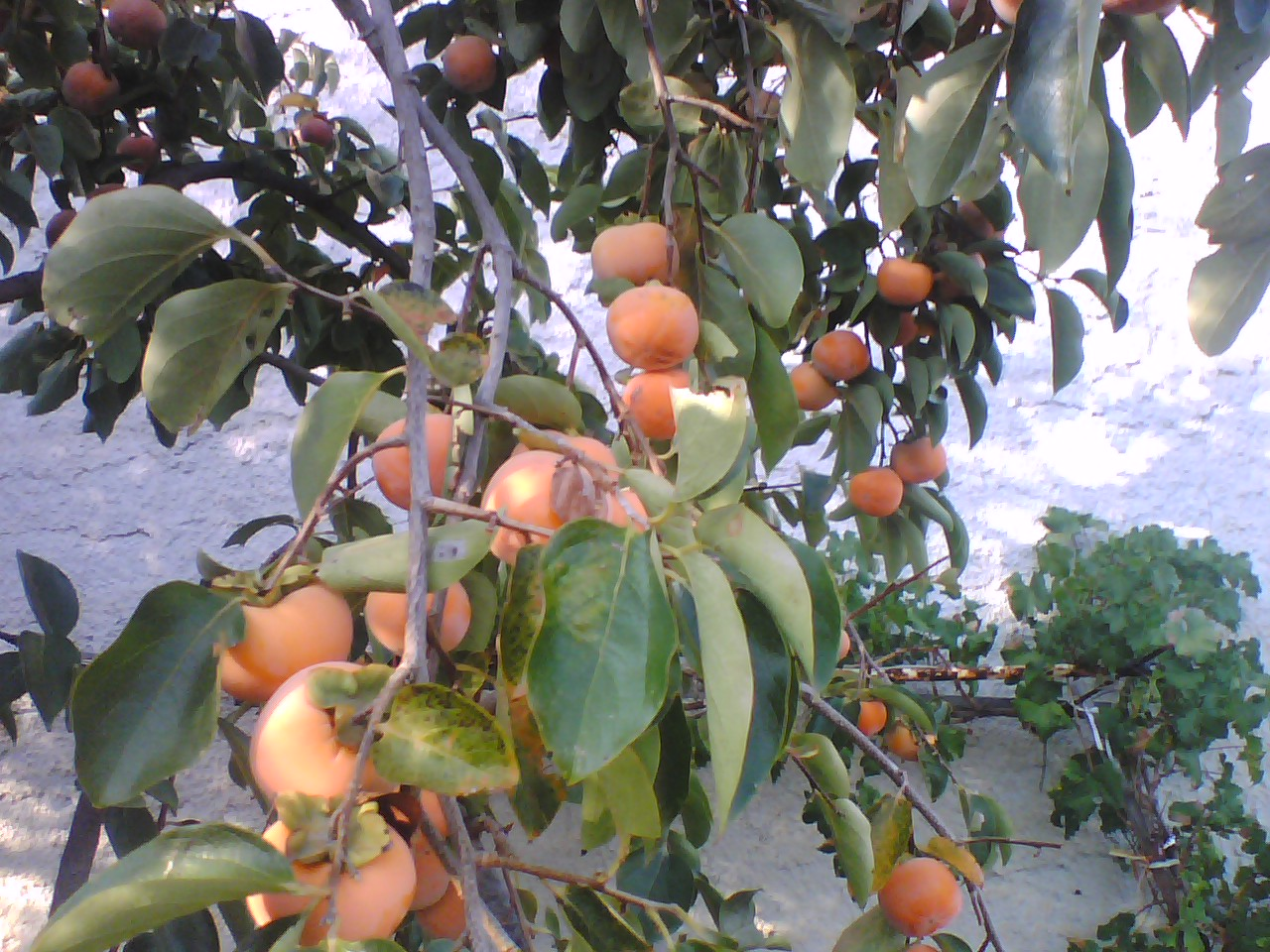
Cachi coltivati a Misilmeri, in Sicilia.

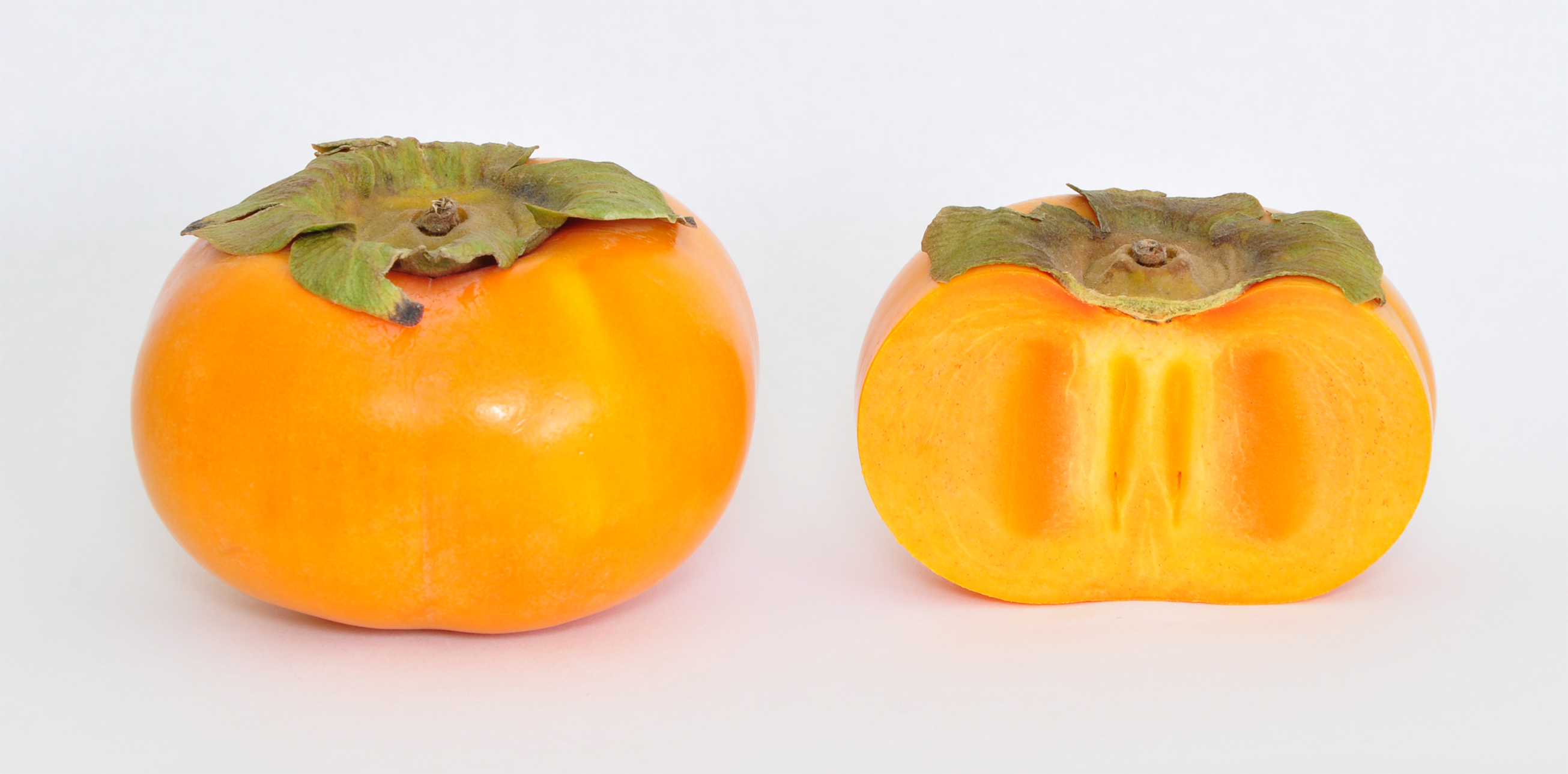
Un cachi intero e uno tagliato a metà.

Intorno alla metà dell'Ottocento fu diffuso in America e Europa. In Italia fu introdotto nel 1880 e il successo fu subito straordinario. Apprezzato, fra i primi, anche da Giuseppe Verdi che nel 1888 scrisse una lettera nella quale ringraziava chi gliene aveva fatto dono. I primi impianti specializzati in Italia sorsero nel Salernitano, in particolare nell'Agro Nocerino, a partire dal 1916, estendendosi poi in Sicilia, dove è stata selezionata la varietà acese (piccola e dolcissima, quasi selvatica), e in seguito in Emilia-Romagna. In Italia la produzione si è stabilizzata intorno alle 65.000 tonnellate: la coltura è sporadicamente diffusa su tutto il territorio, ma è importante solo in Campania ed Emilia con produzioni rispettive di 35.000 tonnellate e 22.000 tonnellate. In Sicilia, pur esistendo una delle varietà più antiche nell'areale di Acireale e lungo la costa etnea, è più diffuso il cachi di Misilmeri.
Il cachi è oggi considerato "l'albero della pace", perché alcuni alberi sopravvissero al bombardamento atomico di Nagasaki nell'agosto 1945.

## Biologia
I cachi sono alberi molto longevi e possono diventare pluricentenari, ma con crescita lenta. Sopportano male i climi caldo-umidi, soprattutto se con suolo mal drenato.
Gli alberi di cachi sono caducifoglie e latifoglie, con altezza fino a 15–18 metri, ma di norma mantenuti con potature a più modeste dimensioni. 
Le foglie sono grandi, ovali allargate, glabre e lucenti. Nelle forme allevate per il frutto si riscontrano solo fiori femminili essendo gli stami abortiti.
La fruttificazione avviene spesso per via partenocarpica o in seguito a impollinazione da parte di alberi di varietà diverse provvisti di fiori maschili. 
I frutti sono costituiti da una grossa bacca generalmente sferoidale, talora appiattita e appuntita di colore giallo-aranciato; generalmente astringenti anche giunti a maturazione, essi diventano commestibili solo dopo che hanno raggiunto la sovramaturazione e sono detti ammezziti (con polpa molle e bruna).
La preponderante consuetudine di coltivare piante fruttificanti in maniera partenocarpica non esclude la possibilità della esistenza di cultivar che hanno completamente o parzialmente la proprietà di produrre frutti ottenuti da fecondazione, spesso già eduli alla raccolta; questi frutti, ovviamente provvisti di semi, hanno polpa bruna, soda.
Esistono anche cachi che producono frutti partenocarpici non astringenti, quindi già pronti per il consumo fresco, al momento della raccolta allo stato apparente di frutto immaturo (duro).
In italiano i frutti commestibili sono detti cachi, loti, diospiri o cachi mela. Questi ultimi vengono di solito consumati più acerbi (denominati commercialmente "loti vaniglia"), e sono chiamati "cachi-mela" non perché siano un innesto con l'albero del melo, ma perché, consumati più acerbi, conservano una croccantezza simile a quella della mela.

## Produzione
| I 10 maggiori produttori di cachi nel 2018 | I 10 maggiori produttori di cachi nel 2018 |
| Paese                                      | Produzione (tonnellate)                    |
| ------------------------------------------ | ------------------------------------------ |
| Cina                                       | 3.084.458                                  |
| Spagna                                     | 492.320                                    |
| Corea del Sud                              | 346.679                                    |
| Giappone                                   | 208.000                                    |
| Azerbaigian                                | 160.092                                    |
| Brasile                                    | 156.935                                    |
| Taiwan                                     | 84.301                                     |
| Uzbekistan                                 | 71.214                                     |
| Italia                                     | 47.615                                     |
| Israele                                    | 28.000                                     |

## Esigenze colturali, coltivazione, propagazione
È ritenuto un albero subtropicale, ma pur essendo una pianta idonea al clima mediterraneo, con la scelta di opportuni portinnesti riesce a sopportare nella pianura Padana e nel Trentino temperature di circa -10/-15 °C. Si adatta bene a qualsiasi tipo di terreno, compresi quelli argillosi, purché ben drenati, profondi e di scarso contenuto in sodio e boro; quindi non ama terreni e atmosfere saline. Per le sue caratteristiche il cachi viene perfettamente coltivato nel territorio siciliano e specialmente nelle località della Conca d'Oro o limitrofe alla cittadina di Misilmeri, nella città metropolitana di Palermo, nella quale ogni anno vengono organizzate sagre e manifestazioni nei mesi autunnali.
Solo nei frutti impollinati si hanno i semi nel frutto.
La propagazione per seme ha il fine di ottenere dei semenzali da utilizzare come portinnesti, mentre per la propagazione delle cultivar si ricorre all'innesto. I semi estratti dai frutti possono essere conservati in sabbia o in apposite celle con temperatura e umidità controllate, per essere posti in semenzaio e le piantine ottenute sono trapiantate dopo un anno in vivaio, dove vengono innestate nella seguente annata vegetativa. Gli innesti a gemma mostrano scarso attecchimento e allora si opera con le marze (spacco diametrale, corona).
Si sta sviluppando anche la tecnica della micropropagazione e della talea per l'ottenimento di piantine autoradicate. Il portinnesto più usato è il loto (Diospyros lotus) che è dotato di buona resistenza a freddo e siccità; risulta disaffine con le cultivar non astringenti, mentre presenta buona affinità con quelle astringenti. L'innesto su franco o selvatico (Diospyros kaki) è poco diffuso perché non molto resistente al freddo e a eccessi d'acqua, ma è adottato negli ambienti meridionali per le cultivar non astringenti (sempre eduli).

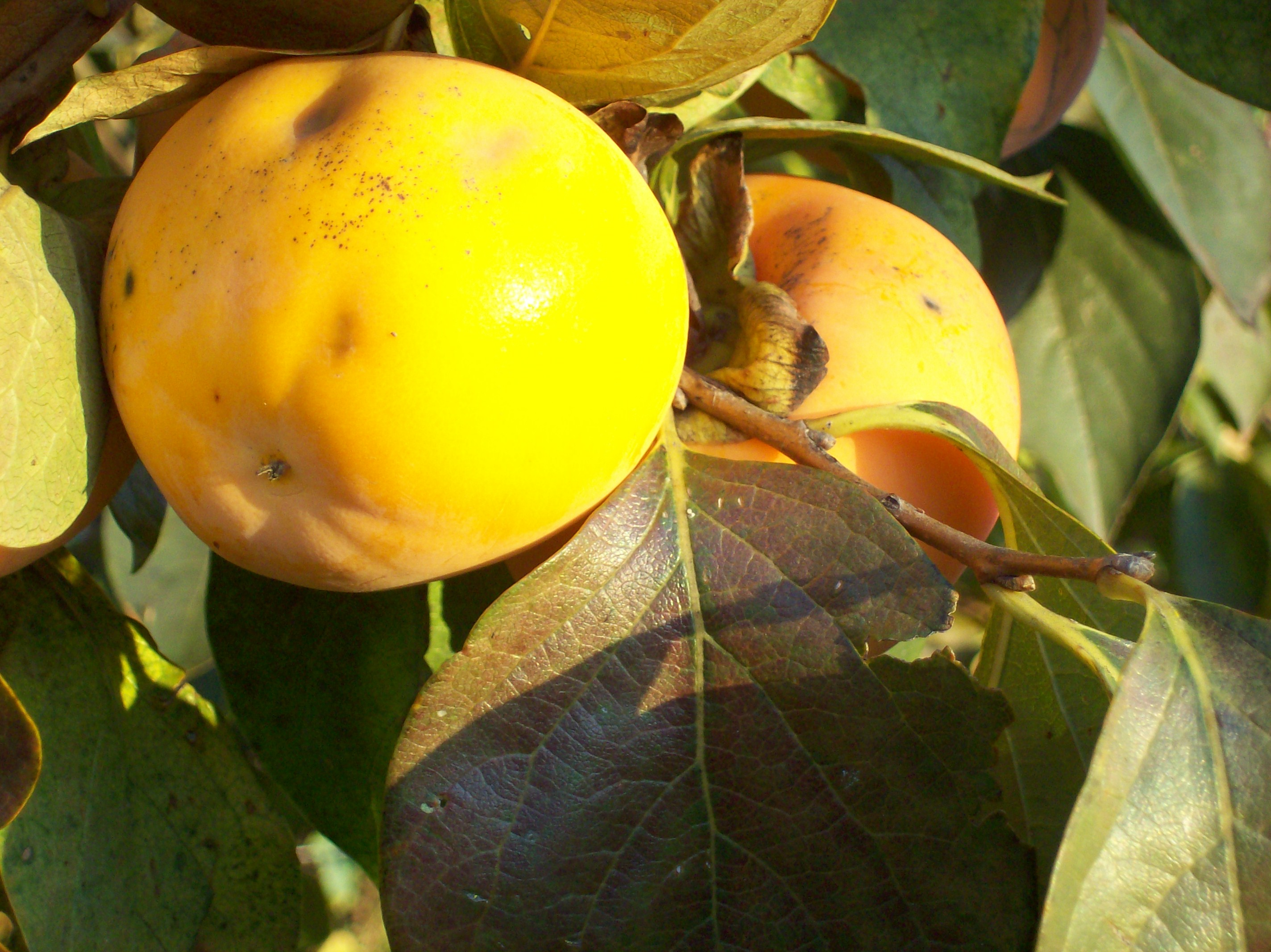
Cachi coltivati a Cantarana

L'impianto si fa tenendo conto delle minime termiche invernali e l'adattabilità della specie ai diversi tipi di clima. La preparazione del terreno è come quella che serve per gli altri fruttiferi ma bisogna fare attenzione al drenaggio e alla presenza di nematodi (la pianta è molto sensibile). Non tollera il reimpianto. La messa a dimora avviene in autunno-inverno usando astoni, che poi sono allevati a vaso, piramide, palmetta (quest'ultima forma avvantaggia l'ingresso in campo di carri a piattaforme laterali per la raccolta e la potatura). Sesti di 5,5 m per il vaso e di 4,5 X 4 m per la palmetta.
La presenza di impollinatori è consigliata non solo per ottenere i cachi-mela (non astringenti) dalle cultivar che producono frutti fecondati eduli al momento della raccolta ma anche, in generale, per aumentare l'allegagione. È doverosa un'adeguata potatura di allevamento, mentre quella di produzione è inutile dato che le piante mantengono una buona attività vegetativa. Il diospiro si avvale di concimazioni azotate in autunno (per favorire l'accumulo di sostanze di riserva necessarie per il completamento della differenziazione delle gemme riproduttive alla ripresa vegetativa). La raccolta rappresenta l'operazione più onerosa nella coltivazione; i frutti staccati manualmente sono posti in cassette dove vengono mantenuti per la conservazione e per la commercializzazione.
Principali zone di produzione sono la Campania (in particolare il Napoletano e l'Agro Nocerino Sarnese), la Romagna (in particolare il Forlivese), la Sicilia.

## Classificazione
Le varietà si distinguono oltre che per le caratteristiche vegetative (vigoria, produttività, forma dei frutti) anche per il loro comportamento a seguito della impollinazione. La classificazione pomologica dei frutti di diospiro è determinata dagli effetti dell'impollinazione sulle caratteristiche organolettiche dei frutti al momento della raccolta e, su tale base, le cultivar possono essere suddivise in due gruppi principali:
1. Costanti alla fecondazione (CF): frutti che mantengono la stessa colorazione della polpa (costantemente chiara) sia nei frutti fecondati sia in quelli partenocarpici.
2. Variabili alla fecondazione (VF): frutti che modificano le caratteristiche della polpa che risulta chiara e astringente nei frutti partenocarpici, mentre diviene più o meno scura e non astringente in quelli fecondati.

Sulla base di questa classificazione ci sono cultivar che producono frutti costantemente astringenti, non eduli alla raccolta (Yokono, Sajo); altre costantemente non astringenti con frutti eduli alla raccolta (Hana fuyu, Jiro, Izu, Suruga); cultivar variabili all'impollinazione, con frutti gamici (da fecondazione e con semi) eduli alla raccolta (cachi-mela) e frutti partenocarpici non eduli alla raccolta (Wase, Triumph).
Varietà diffuse in Italia:
- Loto di Romagna
- Vaniglia della Campania[14]
- Fuyu
- Kawabata
- Suruga
- cioccolatino

## Avversità
Tra le malattie da funghi rivestono importanza il deperimento causato da Phomopsis e i marciumi radicali provocati da Armillaria mellea e Rosellinia necatrix. Tra gli insetti più importanti che attaccano il cachi vi sono alcune cocciniglie, tra cui la cocciniglia mezzo grano di pepe (Saissetia oleae), la cocciniglia a virgola del cachi (Mytilococcus conchyformis) e il cotonello del cachi (Pseudococcus obscurus).

## Proprietà nutrizionali
Il cachi apporta circa 272 kJ (65 kcal) per 100 g. Contiene proprietà nutritive che fanno molto bene alla salute del corpo umano. È composto da circa il 18% di zuccheri, l'80% di acqua, lo 0,45% di proteine, lo 0,5% di grassi, oltre a una discreta quantità di vitamina C e vitamine del gruppo B. È ricco di beta-carotene e di potassio.
Ha proprietà lassative e diuretiche.

## Conservazione
Non sono in uso degli indici di maturazione in grado di indicare il momento migliore per la raccolta. L'unica indicazione viene dalla valutazione colorimetrica del contenuto in tannini attraverso l'immersione del frutto, sezionato trasversalmente, per 30 secondi in una soluzione di cloruro ferrico; altri parametri sono la completa scomparsa della clorofilla (colore verde) nel frutto, e la consistenza della polpa. Con la tecnica del freddo può anche essere conservato per 2 mesi. È finalizzato al consumo fresco. Una tecnica per accelerare la maturazione consiste nel conservare i cachi in celle frigorifere insieme con frutti che producono etilene (pero cotogno e mele cotogne) con atmosfera ricca di ossigeno e temperatura intorno ai 30 °C.
Il cachi non ancora completamente maturo si presta a essere essiccato e conservato per diversi mesi.
Il frutto sbucciato deve essere tagliato in 8 spicchi, denocciolato e messo a essiccare al sole o in un essiccatore ad aria calda, sino a quando la sua consistenza diventa gommosa e in superficie si forma un leggero strato bianco zuccherino; esso mantiene così tutte le sue proprietà organolettiche.
In Oriente (Giappone, Cina, Taiwan, Vietnam, Corea), i frutti delle varietà astringenti, ancora immaturi, vengono sbucciati, ed essiccati interi, appendendoli all'aria aperta, in luogo ventilato e soleggiato, per una quarantina di giorni.

## Tradizioni e superstizioni
Il cachi è comunemente chiamato in lingua napoletana legnasanta. L'origine del nome sta nel fatto che è possibile, una volta aperto il frutto, scorgere al suo interno una caratteristica immagine del Cristo in croce.
In Toscana viene invece utilizzata la forma "diòspero" di derivazione greca.
In Sicilia, invece, si considerava sacro il seme, in quanto esso, spaccato a metà, mostra il germoglio della nuova piantina, che assomiglia a una mano bianco-diafana, ritenuta la “manuzza di Maria” o “dâ Virgini”.
Una credenza popolare attribuisce ai semi del frutto la capacità di prevedere il clima che farà nell'inverno successivo. Tagliando a metà il seme, infatti, si scorgerà un filamento bianco che può assumere una diversa forma simile ad una posata: se somiglia ad un cucchiaio si avrà un inverno con molta neve, se somiglia ad una forchetta l'inverno sarà mite mentre se somiglia ad un coltello l'inverno sarà freddo e tagliente.